# Haumaefa
Haumaefa ist eine Siedlung in Tuvalu, gelegen auf der Insel Nanumea. Die Siedlung hat eine Fläche von 0,07 km². Im Jahr 2001 hatte sie 123 Einwohner, 2012 waren es 187.